# الجبایش، شهرستان
الجبایش (به عربی: الجبايش) یک شهرستان‌های عراق در عراق است که در استان ذی‌قار واقع شده‌است.
 الجبایش ۲٬۳۷۲٫۵ کیلومتر مربع مساحت و ۱۰۵,۱۴۷ نفر جمعیت دارد و ۱۷ متر بالاتر از سطح دریا واقع شده‌است.